# La Boissière (Calvados)
La Boissière település Franciaországban, Calvados megyében. Lakosainak száma 188 fő (2022. január 1.). La Boissière La Houblonnière, Les Monceaux, Le Pré-d’Auge és Saint-Pierre-des-Ifs községekkel határos.

## Népesség
A település népességének változása:
| Lakosok száma | 85   | 111  | 118  | 140  | 204  | 194  | 189  | 189  | 189  | 188  |
|               | 1968 | 1982 | 1990 | 2006 | 2013 | 2015 | 2017 | 2019 | 2020 | 2022 |